# Egyszeres könyvvitel
A magyar számviteli törvény szerint: „12. § (1) A könyvvezetés az a tevékenység, amelynek keretében a gazdálkodó a tevékenysége során előforduló, a vagyoni, pénzügyi, jövedelmi helyzetére kiható gazdasági eseményekről - e törvényben rögzített szabályok szerint - folyamatosan nyilvántartást vezet és azt az üzleti év végével lezárja. (2) A könyvvezetés a 159-169. §-okban foglaltak és a számviteli alapelvek figyelembevételével az egyszeres és a kettős könyvvitel rendszerében, csak magyar nyelven történhet.”
Az egyszeres könyvvitel (vagy egyszeres könyvvezetés) egy könyvelési módszer, amely – szemben a kettős könyvvitellel – csak a pénzeszközök változásait rögzíti. A bevételek közé csak a ténylegesen befolyt, a kiadások (költségek) közé csak a ténylegesen kifizetett tételeket kell bejegyezni.
Magyarországon 2004. január 1. óta társas vállalkozások nem alkalmazhatják, de az egyéni vállalkozók, alapítványok, társasházak igen.
A számviteli törvény így ír az egyszeres könyvvitelről:
„162. § (1) Az egyszeres könyvvitelt vezető gazdálkodó a kezelésében, a használatában, illetve a tulajdonában lévő pénzeszközökről és azok forrásairól, továbbá a pénzforgalmi gazdasági műveletekről, a pénzforgalmi műveletekhez közvetve kapcsolódó, de tényleges pénzmozgást nem eredményező végleges vagyonváltozásokról, nem pénzben kiegyenlített bevételekről, ráfordításokról olyan könyvviteli nyilvántartást (pénzforgalmi könyvvitel) köteles vezetni, amely ezen eszközökben és forrásokban bekövetkezett változásokat a valóságnak megfelelően, folyamatosan, áttekinthetően mutatja. E könyvviteli nyilvántartáshoz kapcsolódóan az egyszerűsített beszámoló összeállításához szükséges, hogy a gazdálkodó az eszközökről, a forrásokról részletező nyilvántartásokat is a valóságnak megfelelően és folyamatosan vezessen.
(2) A pénzeszközökről és azok forrásairól, valamint az azokban beállott változásokról vezetett könyvviteli nyilvántartási kötelezettségnek naplófőkönyv vagy más, a követelményeknek megfelelő nyilvántartás vezetésével lehet eleget tenni. Az alkalmazott nyilvántartási rendszernek olyannak kell lennie, amely a teljes üzleti pénzforgalmat, a pénzforgalomhoz kapcsolódó, de pénzmozgással nem járó vagyon- és eredményváltozásokat az elszámolások egyezőségét biztosító formában mutatja ki.
(3) A könyvvezetés folyamatosságáért és helyességéért a gazdálkodó képviseletére jogosult személy a felelős.”
A törvény tehát nem sorolja fel az egyszeres könyvvitel által használandó nyilvántartásokat, ehelyett csak általános rendelkezéseket tartalmaz.
Az egyszeres könyvvitelt vezető gazdálkodó köteles a kezelésében, használatában vagy tulajdonában lévő pénzeszközökről és azok forrásairól, valamint a pénzforgalmi gazdasági műveletekről, a pénzforgalmi műveletekhez közvetve kapcsolódó végleges vagyonváltozásokról,
és a nem pénzben kiegyenlített bevételekről és ráfordításokról nyilvántartást vezetni. Emellett, azért, hogy össze lehessen állítani az egyszerűsített éves beszámolót, részletező nyilvántartásokat kell vezetni a gazdálkodó egyéb eszközeiről és forrásairól is.
Az egyszeres könyvviteli nyilvántartás szintetikus és analitikus nyilvántartásokból tevődik össze. Ez a két nyilvántartási kategória zárt rendszert képez, vagyis, egymással szoros kapcsolatban vannak.

## Szintetikus nyilvántartások
Szintetikus (összegző) nyilvántartások: pénztárkönyv, illetve a naplófőkönyv.

### Pénztárkönyv
A pénztárkönyv egy pénzforgalmi szemléletű nyilvántartás, amely a végleges bevételeket és kiadásokat tartja nyilván. Bankszámlaforgalom nyilvántartására nem alkalmas.
A pénztárkönyvbe a tevékenységgel kapcsolatos bevételeket és kiadásokat kell folyamatosan, időrendi sorrendben bejegyezni. Az adatbevitel történhet havonta, negyedévente, de akár évente is, attól függően, hogy a bevallási és fizetési kötelezettségek milyen gyakoriságot követelnek meg.
A pénztárkönyvi könyvelést az szja-törvény (1995. évi CXVII. törvény 5. számú melléklete) előírásai szabályozzák:

„A pénztárkönyv legalább a következő adatokat tartalmazza:

a) sorszám;

b) a gazdasági esemény időpontja;

c) a bizonylat sorszáma;

d) a gazdasági esemény rövid leírása (így különösen ellenérték, anyagbeszerzés, tárgyi eszköz beszerzése, nyújtott vagy kapott kölcsön);

e) bevételek, ezen belül külön feltüntetve

ea) az adóköteles bevételeket,
eb) a fizetendő általános forgalmi adót,
ec) a jövedelem kiszámításánál figyelembe nem veendő bevételek;
f) kiadások, ezen belül külön feltüntetve

fa) a költségként elszámolható kiadásokat a következő bontásban
- anyag- és árubeszerzés,
- a közvetített szolgáltatások értéke,
- az alkalmazottak bére és közterhei,
- vállalkozói kivét (csak a vállalkozói jövedelem szerinti adózást alkalmazó egyéni vállalkozó esetében),
- egyéb költségként elszámolható kiadás;
fb) a költségként el nem számolható kiadásokat a következő bontásban
- beruházási költség,
- a levonható általános forgalmi adó,
- egyéb, költségként el nem számolható kiadás.”
Gyakori kérdés a pénztárkönyvvel kapcsolatban, hogy mikor kell könyvelni a bevételeket. A válasz: „A készpénzt a felvétele napján, a banki átutalást vagy a kamat összegét a jóváírás napján, a vagyoni értéket (ingó, ingatlan vagyoni értékű jog, értékpapír, szolgáltatás) a megszerzés napján kell bevételként feltüntetni akkor is, ha az korábbi vagy későbbi évekre vonatkozik.” Az átutalással fizetendő számla értékét, tehát, először a részletező nyilvántartásba („Vevőkkel (megrendelőkkel) szembeni követelések nyilvántartása”) jegyezzük be, és a tényleges kifizetés (banki jóváírás) napján vezetjük be a pénztárkönyvbe.
A téves bejegyzéseket át kell húzni, majd javítani, és aláírni.
Minden könyvelési időszak végén az utolsó tételt alá kell húzni, és zárást kell végezni (pl. „Február havi zárás”). A pénztárkönyvet az
adóhatósággal nem kell hitelesíttetni.

### Naplófőkönyv
Az egyszeres könyvvitelben használható naplófőkönyvi könyvelésre a számviteli törvény (2000. évi C. törvény a számvitelről) 162. § (2) utal.
Ha a gazdálkodó bankszámlaforgalma jelentős, akkor naplófőkönyv vezetése ajánlott. Egyidejűleg két rovatcsoportba kell könyvelni: pénzforgalmi rovatok (bankszámla- és pénztárrovat) és részletező rovatok. Ezek a rovatok tartalmukban megfelelnek a kettős könyvvitelben alkalmazott számláknak, de kevesebb adatot tartalmaznak.
A részletező rovatokat úgy kell tagolni, hogy az adott gazdálkodó vagy szervezet igényeinek megfeleljen, de valamennyi bevételt, költséget, kiadást be kell jegyezni. E rovatok tartalma attól is függ, hogy a gazdálkodó szervezet milyen feladatokat lát el.
A naplófőkönyvbe az adatok bejegyzése kétszeres (ami látszólag ellentmond az egyszeres könyvvitel elvének): mindig könyvelni kell a Pénztár, illetve a Bankszámla növekedés vagy csökkenés rovatát, attól függően, hogy beérkező vagy kimenő pénzekről van-e szó. Emellett a pénzmozgással együtt járhat a kötelezettségek vagy követelések állományának változása is.
A naplófőkönyv oszlopai:
- Sorszám
- Kelet
- A bizonylat száma
- A gazdasági esemény rövid leírása
- Bankszámla
  - Bevétel
  - Kiadás
  - Egyenleg
- Pénztár
  - Bevétel
  - Kiadás
  - Egyenleg
- Bevételek
  - Az adó alapjába beszámító bevételek
  - Az adó alapjába be nem számító bevételek
  - Fizetendő áfa
- Ráfordítások, költségek (kiadások)
  - Költségnek minősülő kiadások
    - anyag- és árubeszerzés
    - munkabér
    - munkabér közterhei
    - vállalkozói kivét
    - egyéb kiadások

  - ÁFA (a számlákban előzetesen felszámított)
  - Költségnek nem minősülő egyéb kiadások
- Követelések
  - Csökkenés
  - Növekedés
- Kötelezettségek
  - Csökkenés
  - Növekedés
- A jegyzett tőke és tőketartalék
  - Csökkenés
  - Növekedés
- Pénzügyi eredmény elszámolása
  - Csökkenés
  - Növekedés

Az adatokat a bizonylati fegyelem betartásával, a készpénzmozgással egyidejűleg, illetve a hitelintézeti értesítés megérkezésekor kell bejegyezni. Az egyéb pénzeszközöket érintő tételeket legkésőbb a tárgyhót követő 15-ig kell rögzíteni.
Papír alapú naplófőkönyv esetén, ha egy könyvelési időszak tételei nem férnek ki egy lapon, az oszlopokat alul összesíteni kell, és át kell vinni a következő lapra. Minden könyvelési időszak végén az utolsó tételt alá kell húzni, és zárást kell végezni (pl. „Február havi zárás”). Záráskor a pénzforgalmat nem érintő, de a beszámoló összeállításához szükséges tételeket (például: árfolyamveszteség) is könyvelni kell.
A téves bejegyzéseket át kell húzni, majd javítani, és aláírni.
A naplófőkönyvet az adóhatósággal nem kell hitelesíttetni, de olvasható formában legalább 8 évig meg kell őrizni.

## Analitikus nyilvántartások
Az analitikus (részletező) nyilvántartások a szintetikus nyilvántartásokat egészítik ki. Olyan részletező nyilvántartásokat kell vezetni, amelyek az adóköteles jövedelem megállapításához szükségesek. Ezeket az 1995. évi CXVII. törvény a személyi jövedelemadóról (szja-törvény) 5. számú melléklete sorolja fel:
1. A vevőkkel szembeni követelések nyilvántartása;
2. A szállítókkal szembeni tartozások nyilvántartása;
3. Tárgyi eszközök, nem anyagi javak nyilvántartása;
4. Beruházási és felújítási költségnyilvántartás;
5. Tőkejövedelmek nyilvántartása;
6. Munkabérek, más személyi jellegű kifizetések nyilvántartása;
7. Gépjármű-használati nyilvántartás (útnyilvántartás);
8. Hitelbe vagy bizományba történő értékesítésre átadott áruk nyilvántartása;
9. Egyéb követelések és kötelezettségek nyilvántartása;
10. Leltár (év végén vagy a tevékenység megszüntetésének napján);
11. Alvállalkozók nyilvántartása;
12. Szigorú számadású bizonylatok nyilvántartása;[3]
13. Selejtezések nyilvántartása.

Az egyszeres könyvvitel végezhető e célt szolgáló (akár saját készítésű) űrlapok vagy nyomtatványok, illetve számítógépes szoftver segítségével. Ma a gazdálkodók jelentős része számítógépen végzi könyvelését.